# 高林未来
高林 未来（たかばやし みき、本名：高橋 陽子、1973年3月1日 - ) は、日本の歌手。玉川大学文学部芸術学科芸術表現コース卒業。「素顔のまま」（ダブリューイーエー・ジャパン（ワーナーミュージック・ジャパン））は日本テレビ系テレビドラマ「男はいらない」テーマ曲に、「Beautiful Days」（有限会社PSC（Vibes Disc））は日本テレビ系「浜ちゃんと!」の2004年1月～3月のエンディングテーマに起用されている。

## ディスコグラフィー

### シングル
- 素顔のまま（1994年11月17日）

1. 素顔のまま
作詞：高林未来 作曲：SORCE
2. あふれる想い
作詞：高林未来、三浦徳子 作曲：SORCE
3. 素顔のまま（オリジナルカラオケ）

- Beautiful Days（2004年3月3日）

1. Beautiful Days
2. Happiness
3. Beautiful Days（オリジナルカラオケ）

作詞：高林未来 作曲：Bomb Tommy 編曲：Bomb Tommy